# Huanne-Montmartin
Huanne-Montmartin est une commune française située dans le département du Doubs, la région culturelle et historique de Franche-Comté et la région administrative Bourgogne-Franche-Comté.
Les habitants de Huanne-Montmartin sont appelés Les Messieurs[réf. nécessaire].

### Description

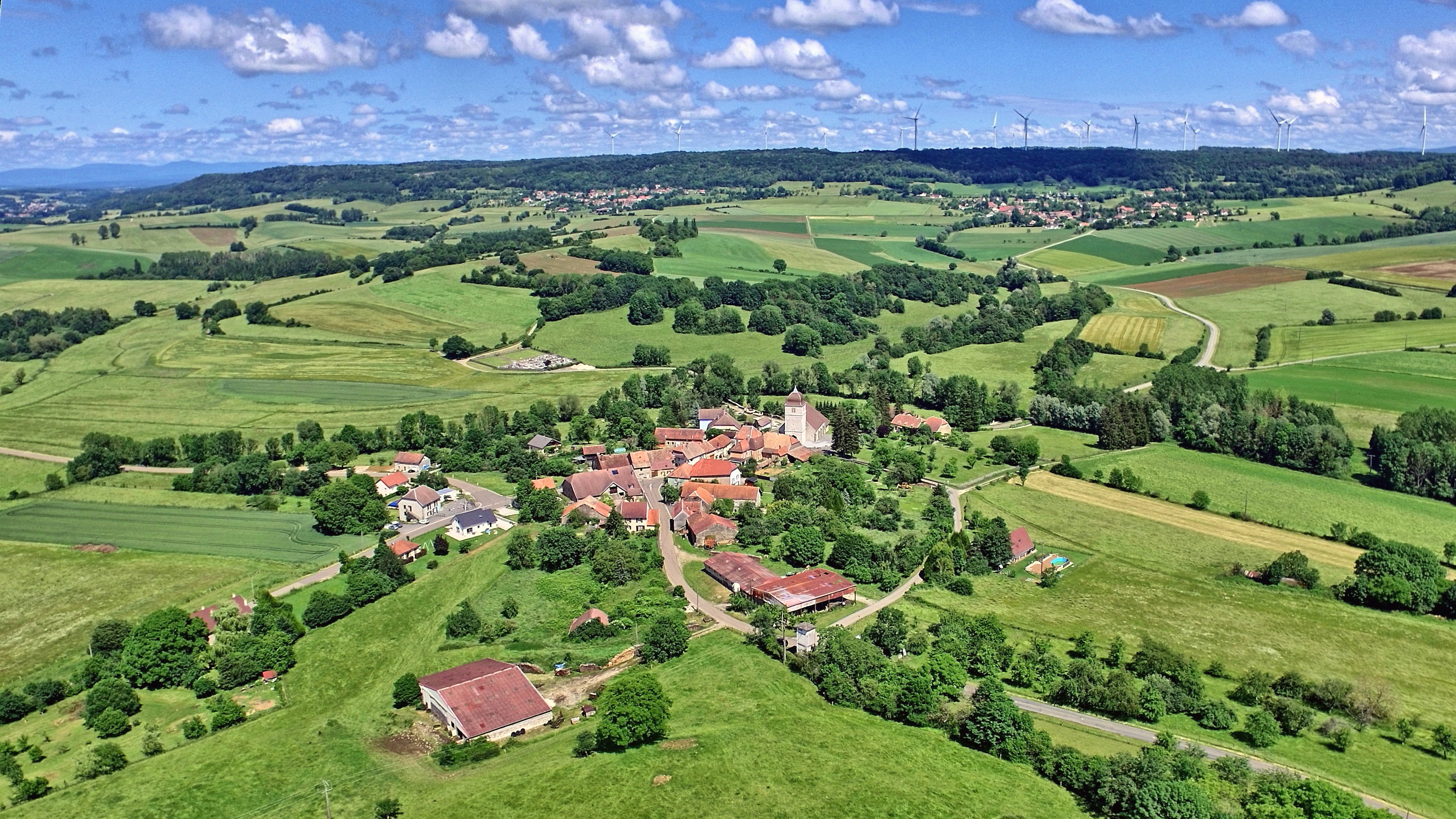
Vue générale du bourg.

## Géographie

### Hydrographie
Le bourg de Huanne est situé dans une vallée entourée de collines où confluent plusieurs ruisseaux (le ruisseau de Céleri, le ruisseau de Monot et le ruisseau de Préseny) pour former le Crenu appelé plus en aval ruisseau de Tallans.
Celui-ci est un affluent de l'Ognon en rive gauche, et donc un sous-affluent du Rhône par la Saône.

### Climat
Pour des articles plus généraux, voir Climat de la Bourgogne-Franche-Comté et Climat du Doubs.
En 2010, le climat de la commune est de type climat de montagne, selon une étude du Centre national de la recherche scientifique s'appuyant sur une série de données couvrant la période 1971-2000. En 2020, Météo-France publie une typologie des climats de la France métropolitaine dans laquelle la commune est exposée à un climat semi-continental et est dans une zone de transition entre les régions climatiques « Lorraine, plateau de Langres, Morvan » et « Jura ».
Pour la période 1971-2000, la température annuelle moyenne est de 10,2 °C, avec une amplitude thermique annuelle de 17,4 °C. Le cumul annuel moyen de précipitations est de 1 209 mm, avec 12,9 jours de précipitations en janvier et 10,4 jours en juillet. Pour la période 1991-2020, la température moyenne annuelle observée sur la station météorologique de Météo-France la plus proche, « Branne_sapc », sur la commune de Branne à 11 km à vol d'oiseau, est de 11,1 °C et le cumul annuel moyen de précipitations est de 1 127,0 mm. 
La température maximale relevée sur cette station est de 39 °C, atteinte le 7 août 2015 ; la température minimale est de −19,8 °C, atteinte le 20 décembre 2009,,.
Les paramètres climatiques de la commune ont été estimés pour le milieu du siècle (2041-2070) selon différents scénarios d'émission de gaz à effet de serre à partir des nouvelles projections climatiques de référence DRIAS-2020. Ils sont consultables sur un site dédié publié par Météo-France en novembre 2022.

## Urbanisme

### Typologie
Au 1er janvier 2024, Huanne-Montmartin est catégorisée commune rurale à habitat dispersé, selon la nouvelle grille communale de densité à 7 niveaux définie par l'Insee en 2022.
Elle est située hors unité urbaine. Par ailleurs la commune fait partie de l'aire d'attraction de Besançon, dont elle est une commune de la couronne,. Cette aire, qui regroupe 310 communes, est catégorisée dans les aires de 200 000 à moins de 700 000 habitants,.

### Occupation des sols
L'occupation des sols de la commune, telle qu'elle ressort de la base de données européenne d’occupation biophysique des sols Corine Land Cover (CLC), est marquée par l'importance des territoires agricoles (85,1 % en 2018), une proportion identique à celle de 1990 (85,1 %). La répartition détaillée en 2018 est la suivante : 
zones agricoles hétérogènes (48,1 %), prairies (37 %), forêts (14,9 %). L'évolution de l’occupation des sols de la commune et de ses infrastructures peut être observée sur les différentes représentations cartographiques du territoire : la carte de Cassini (XVIIIe siècle), la carte d'état-major (1820-1866) et les cartes ou photos aériennes de l'IGN pour la période actuelle (1950 à aujourd'hui).

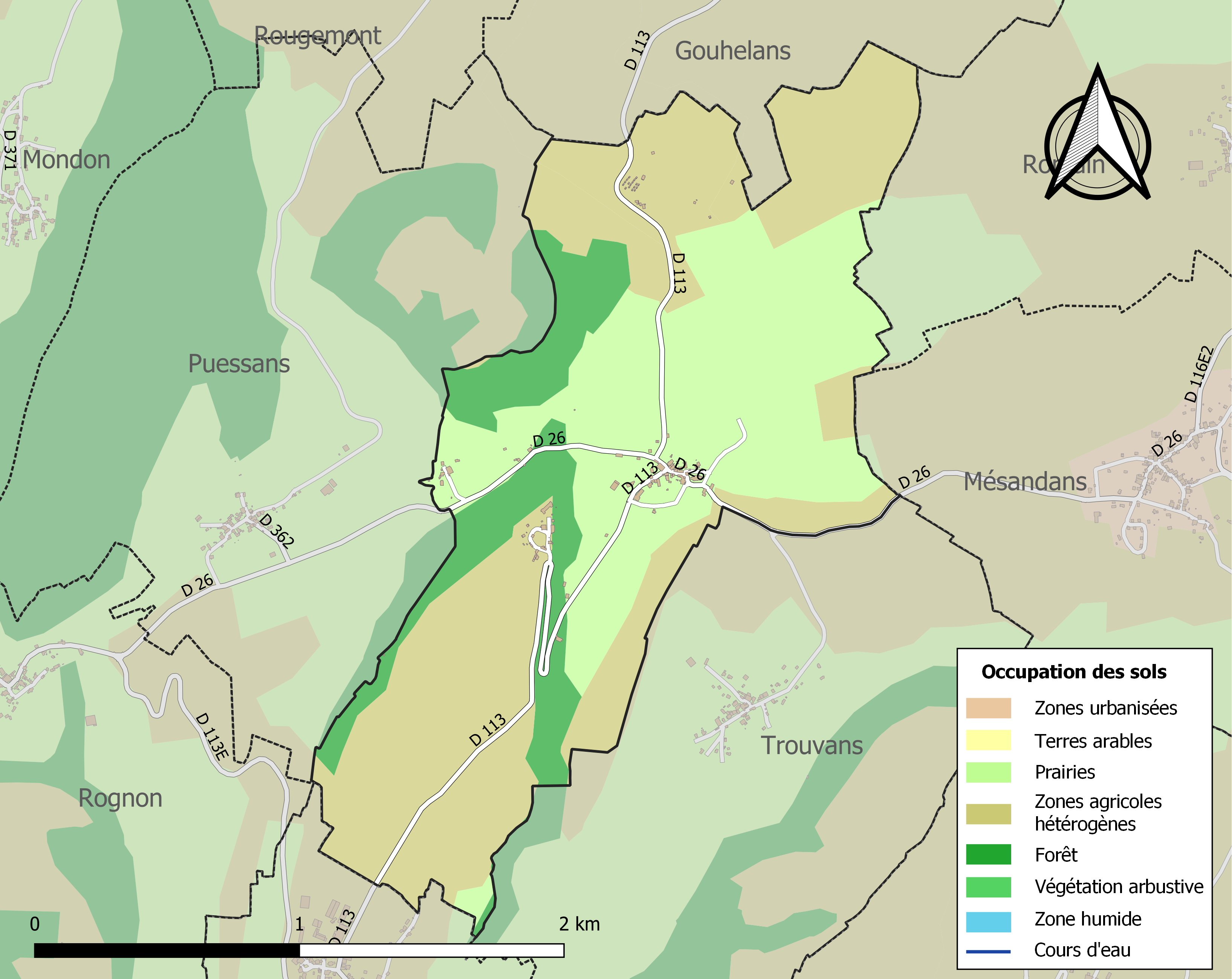
Carte des infrastructures et de l'occupation des sols de la commune en 2018 (CLC).

### Habitat et logement
En2013 et  2018, le nombre total de logements dans la commune était de 45, alors qu'il était de 43 en 2008.
Parmi ces logements, 81,6 % étaient des résidences principales, 6,1 % des résidences secondaires et 12,3 % des logements vacants. Ces logements étaient pour 97,9 % d'entre eux des maisons individuelles et pour 2,1 % des appartements.
Le tableau ci-dessous présente la typologie des logements à Huanne-Montmartin en 2018 en comparaison avec celle du Doubs et de la France entière. Une caractéristique marquante du parc de logements est ainsi une proportion de résidences secondaires et logements occasionnels (6,1 %) supérieure à celle du département (4,3 %) mais inférieure  celle de la France entière (9,7 %). Concernant le statut d'occupation de ces logements, 89,7 % des habitants de la commune sont propriétaires de leur logement (83,8 % en 2013), contre 59,4 % pour le Doubs et 57,5 % pour la France entière.
| Typologie                                               | Huanne-Montmartin | Doubs | France entière |
| ------------------------------------------------------- | ----------------- | ----- | -------------- |
| Résidences principales (en %)                           | 81,6              | 87,1  | 82,1           |
| Résidences secondaires et logements occasionnels (en %) | 6,1               | 4,3   | 9,7            |
| Logements vacants (en %)                                | 12,3              | 8,5   | 8,2            |

## Toponymie
Mommertin en 1282 ; Monmartin en 1311 ; Uhanne en 1334 ; Huenne en 1352 ; Montmartin en 1413 ; Huanne en 1469 ; Huanne-Montmartin depuis 1810.

## Histoire
Du XIe au début du XIXe siècle,  Montmartin, par son château et ses seigneurs, dominait et au pied était le "Val de Montmartin".[réf. nécessaire]
Par la grâce des sires de Montmartin, Huanne est d'abord, au XIIe siècle, une église et un prieuré. Huanne ne compte d'abord que quelques fermes qui appartenaient au couvent et ce n'est qu'en 1444 que les seigneurs de Montmartin font ériger Huanne en paroisse[réf. nécessaire].
La commune, instituée par la Révolution française, absorbe en 1810 celle de Montmartin et prend le nom de Huanne-Montmartin.

## Politique et administration

### Rattachements administratifs et électoraux

#### Rattachements administratifs
La commune se trouve depuis 1926 dans l'arrondissement de Besançon du département du Doubs.
Elle faisait partie depuis 1801 du canton de Rougemont. Dans le cadre du redécoupage cantonal de 2014 en France, cette circonscription administrative territoriale a disparu, et le canton n'est plus qu'une circonscription électorale.

#### Rattachements électoraux
Pour les élections départementales, la commune fait partie depuis 2014 du canton de Baume-les-Dames
Pour l'élection des députés, elle fait partie de la troisième circonscription du Doubs.

### Intercommunalité
Huanne-Montmartin était membre de la petite communauté de communes du Pays de Rougemont, un établissement public de coopération intercommunale (EPCI) à fiscalité propre créé en 2001 et auquel la commune avait transféré un certain nombre de ses compétences, dans les conditions déterminées par le code général des collectivités territoriales.
Dans le cadre des dispositions de la loi portant nouvelle organisation territoriale de la République du 7 août 2015, qui prévoit que les établissements publics de coopération intercommunale (EPCI) à fiscalité propre doivent avoir un minimum de 15 000 habitants, cette intercommunalité a fusionné avec ses voisines pour former, le 1er janvier 2017, la communauté de communes des Deux Vallées Vertes, dont est désormais membre la commune.

### Liste des maires
| Période                                  | Période                        | Identité             | Étiquette | Qualité         |
| ---------------------------------------- | ------------------------------ | -------------------- | --------- | --------------- |
| Les données manquantes sont à compléter. |                                |                      |           |                 |
| mars 2001                                | 2006                           | Marie-Claude Ferriot |           |                 |
| mars 2006                                | 2008                           | Jean Pierre Delcourt |           |                 |
| mars 2008                                | 2009                           | Patrick Bouvard      |           |                 |
| décembre 2009                            | automne 2022                   | Fabienne Carriqui,   | DVG       | Cadre retraitée |
| octobre 2022                             | En cours (au 16 décembre 2022) | André Bouveret       |           | Chauffeur       |

## Démographie
L'évolution du nombre d'habitants est connue à travers les recensements de la population effectués dans la commune depuis 1793. Pour les communes de moins de 10 000 habitants, une enquête de recensement portant sur toute la population est réalisée tous les cinq ans, les populations de référence des années intermédiaires étant quant à elles estimées par interpolation ou extrapolation. Pour la commune, le premier recensement exhaustif entrant dans le cadre du nouveau dispositif a été réalisé en 2004.

En 2022, la commune comptait 105 habitants, en évolution de +28,05 % par rapport à 2016 (Doubs : +1,88 %, France hors Mayotte : +2,11 %).
| 1793 | 1800 | 1806 | 1821 | 1831 | 1836 | 1841 | 1846 | 1851 |
| ---- | ---- | ---- | ---- | ---- | ---- | ---- | ---- | ---- |
| 99   | 108  | 94   | 236  | 253  | 317  | 304  | 281  | 300  |

| 1856 | 1861 | 1866 | 1872 | 1876 | 1881 | 1886 | 1891 | 1896 |
| ---- | ---- | ---- | ---- | ---- | ---- | ---- | ---- | ---- |
| 301  | 302  | 323  | 303  | 295  | 308  | 285  | 236  | 247  |

| 1901 | 1906 | 1911 | 1921 | 1926 | 1931 | 1936 | 1946 | 1954 |
| ---- | ---- | ---- | ---- | ---- | ---- | ---- | ---- | ---- |
| 187  | 174  | 140  | 160  | 139  | 130  | 104  | 105  | 75   |

| 1962 | 1968 | 1975 | 1982 | 1990 | 1999 | 2004 | 2006 | 2009 |
| ---- | ---- | ---- | ---- | ---- | ---- | ---- | ---- | ---- |
| 77   | 61   | 40   | 48   | 70   | 72   | 78   | 77   | 83   |

| 2014 | 2019 | 2022 | - | - | - | - | - | - |
| ---- | ---- | ---- | - | - | - | - | - | - |
| 84   | 98   | 105  | - | - | - | - | - | - |

## Culture locale et patrimoine

### Lieux et monuments

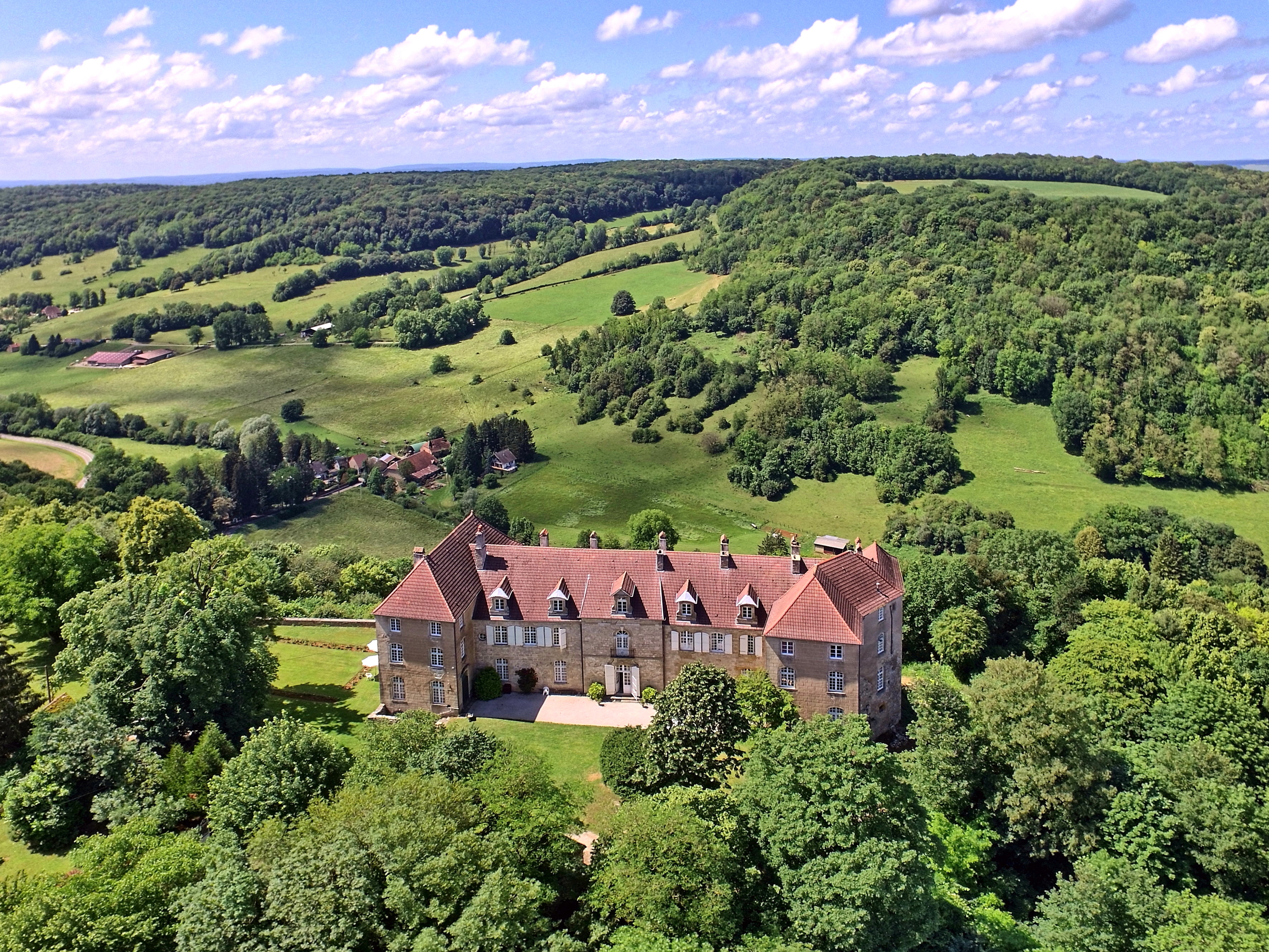
Le château de Montmartin au-dessus de la vallée du Crenu.

- Église Saint-Jean. Le portail d'origine date du XIIIe siècle. Le clocher-porche est des XVe siècle et XVIe siècle, elle a été remaniée en 1858[22].
- Montmartin et la fontaine Augier : bâti sur un éperon rocheux, Montmartin domine la vallée du Crenu, autrefois appelée Val de Montmartin. Ce village est construit à l'intérieur des murailles du château fort datant du Ve siècle, qui fut incendié par les Suédois en 1639 et démantelé par les troupes de Louis XIV lors de la conquête de la Franche-Comté et reconstruit en 1735 dans le style Louis XV. À 10 minutes par le chemin de randonnée, on accède à la fontaine Augier, unique point d'eau potable de la communauté de Montmartin. Elle date de l'époque romaine et se situe sur l'ancienne voie reliant Puessans à Montmartin.

### Personnalités liées à la commune
- Jean-Baptiste de la Baume-Montrevel (1593-1641) gouverneur de Franche-Comté, baron de Montmartin[pourquoi ?]
- Brice Michel. architecte paysagiste franc-comtois, spécialisé dans le jardin à l'anglaise, y est né. Il a dirigé aussi les embellissements de la plupart des villes et des châteaux de Franche-Comté.
- Antoine Eléonor Pouthier de Gouhelans (1744-1828), général des armées de la République, y est né.

### Héraldique
La famille de Montmartin portait pour armes : « Burelé de sable et d'argent de dix pièces ».